# Ansatz (Mathematik)
Ein Ansatz bezeichnet in der Mathematik und Physik ein heuristisches Verfahren zum Lösen einer Gleichung oder eines Gleichungssystems.
Ein Ansatz wird in der englischsprachigen Literatur neben dem deutschen Begriff als Lehnwort auch als educated guess (etwa: „wohlbegründete Vermutung“) bezeichnet.
Es wird zunächst die Annahme gemacht, dass die Lösungsfunktion eine bestimmte Form aufweist, z. B. ein Polynom oder eine Exponentialfunktion ist, und dass diese Funktion eine Anzahl an unbestimmten Parametern besitzt, die der Anzahl der Gleichungen entsprechen. Diese Funktion wird dann in die zu lösenden Gleichungen eingesetzt. Daraus ergibt sich ein System von algebraischen Gleichungen für die freien Parameter, die in der Regel deutlich leichter zu lösen ist als die ursprünglichen Gleichungen. Das Wort Ansatz bezeichnet auch spezieller die konkrete Annahme über die Lösungsfunktion als solche, also etwa {\displaystyle f(x)=A\cdot \exp(-x)+B}. Standardmäßig verwendete Ansätze werden entsprechend der Form ihrer Lösungsfunktion z. B. als Exponentialansatz oder Potenzreihenansatz bezeichnet. 
Oft liefert das untersuchte Problem keine eindeutigen Anhaltspunkte für die Wahl eines Ansatzes. Darin liegt eine wichtige Einschränkung dieses Verfahrens. Manchmal ist ein Ansatz aber die einzig mögliche Methode, eine Gleichung zu lösen, aber auch in vielen anderen Fällen kann der Aufwand für die Lösung durch einen Ansatz deutlich verringert werden. Die Leistung des Mathematikers oder Physikers besteht darin, in kreativer Weise einen Ansatz entweder aus der Form der Gleichungen oder bei physikalischen Problemen aus den Eigenschaften des beobachteten Systems abzuleiten. Viele Probleme lassen sich dabei mit bereits gebräuchlichen Ansätzen lösen, für andere ist der Entwurf eines neuen oder die Kombination bestehender Ansätze vonnöten.
Das Ansatz-Verfahren ist insbesondere in der Integralrechnung und beim Lösen von Differentialgleichungen von Bedeutung, da es hier anders als in der Differentialrechnung keine eindeutig vorgegebenen Lösungsverfahren gibt. Lösungen durch Ansätze sind in diesem Zusammenhang grundsätzlich von anderen Standardverfahren von Substitution oder partieller Integration zu unterscheiden, die das Problem durch Modifikation der Ausgangsgleichungen vereinfachen.
Das Wort Ansatz in der hier beschriebenen Form hat Einzug als Lehnwort in die englische Sprache gefunden. So findet man es häufig in den auf Englisch verfassten wissenschaftlichen Publikationen der internationalen Mathematiker- und Physikergemeinde.

## Beispiel
Die Differentialgleichung
{\displaystyle x'(t)=-3\,x(t)}
lässt sich offenbar durch eine Exponentialfunktion lösen, da diese durch Ableiten nach einer Variable in ihrem Argument bis auf einen Vorfaktor gleich bleibt. Daher ist folgender Ansatz aussichtsreich:
{\displaystyle x(t)=\exp(A\,t)}
Einsetzen in die Gleichung ergibt
{\displaystyle A\,x(t)=-3\,x(t)},
und da {\displaystyle x} entsprechend seinem Ansatz stets größer Null ist, kann diese Gleichung nur durch {\displaystyle A=-3} gelöst werden. Damit ist eine Lösungsfunktion gegeben durch
{\displaystyle x(t)=\exp(-3\,t)}.
Wenn zu der Differentialgleichung zusätzlich noch eine Anfangsbedingung gegeben ist, z. B. {\displaystyle x(0)=2}, müssen im Ansatz zwei Parameter vorhanden sein, damit das entstehende algebraische Gleichungssystem nicht überbestimmt ist, also mehr Gleichungen als Variablen aufweist. Ein möglicher Ansatz wäre dann
{\displaystyle x(t)=C\,\exp(A\,t)}.
Das Einsetzen dieses Ansatzes in die beiden Gleichungen ergibt
{\displaystyle A\,C\,x(t)=-3\,C\,x(t)}
und
{\displaystyle C=2},
und es folgt die Lösungsfunktion
{\displaystyle x(t)=2\exp(-3\,t)}.

## Bekannte Ansätze
- Exponentialansatz (Anwendungsbeispiel: inhomogene Schwingungsgleichung in der klassischen Mechanik)
- Polynomialansatz
- Potenzreihenansatz
- Potenzproduktansatz
- Separationsansatz (Anwendungsbeispiel: Dreidimensionaler Harmonischer Oszillator (Quantenmechanik) und Wasserstoffatom in der Quantenmechanik)